# Chevalier noir (Dane Whitman)
Pour les articles homonymes, voir Chevalier noir (homonymie).
Dane Whitman, alias le Chevalier noir (« Black Knight » en VO), est un super-héros évoluant dans l'univers Marvel de la maison d'édition Marvel Comics. Créé par le scénariste Roy Thomas et le dessinateur John Buscema, le personnage de fiction apparaît pour la première fois dans le comic book Avengers (vol. 1) #47 en décembre 1967.
Le personnage est inspiré d'après celui de l'Âge d'argent des comics (Sir Percy) apparu dans le comic book Black Knight (en) #1 chez Atlas Comics en mai 1955, créé par le scénariste Stan Lee et le dessinateur Joe Maneely (en).

## Biographie du personnage

### Origines
Mortellement blessé à l'issue d'un combat avec Iron Man, Nathan Garrett, un Chevalier noir criminel, fit jurer avant de mourir à son neveu Dane Whitman de restaurer l'honneur de leur lignée et d'expier ses méfaits. Whitman accepta et endossa le costume pour devenir un super-héros.
Mais, lors de sa première sortie avec son destrier Aragorn, il fut attaqué par erreur par les Vengeurs qui le prirent pour son oncle. Après que le malentendu se fut dissipé et qu'il eut aidé les héros à battre les Maîtres du mal, il devint un réserviste de l'équipe.
Il hérita du château familial et partit vivre en Angleterre, où il rencontra l'esprit de Sir Percy, un de ses ancêtres.

### Parcours
Après une première aventure solo dans le comics anthologique Marvel Super-Heroes #17, le Chevalier noir devient un membre régulier des Vengeurs en battant Kang le Conquérant.
Par la suite, il fait partie de l'équipe des Défenseurs. Au cours d'une aventure, il est transformé en pierre, et son esprit voyage dans le passé. Il confie Aragorn à la Valkyrie. Quelques années plus tard, il revient bien vivant au XXe siècle, accompagné de son cheval Valinor, et retrouve ses coéquipiers des Vengeurs.
Quand Namor utilise son épée d'ébène pour tuer une Marrina devenue folle et transformée en un énorme Léviathan, la malédiction de la lame se réactive, et Whitman commence à se transformer en métal jusqu'à ce qu'il ait besoin d'un exosquelette pour le déplacer. Sir Percy prend possession du jeune homme pour arrêter la progression, et le Docteur Strange les aide à mettre fin à la malédiction. Dès lors, le Chevalier noir n'utilise plus l'épée maudite et quitte les Vengeurs.
Pourtant, il revient quelque temps plus tard épauler les héros en concevant et construisant une épée photonique basée sur une technologie lumineuse. A cette époque, Dane se retrouve également dans un triangle amoureux avec l'inhumaine Crystal et l'éternelle Circé qui viennent d'intégrer les Vengeurs. Au début, il a poursuivi une relation avec Circé, alors que Crystal et son ex-mari, Pietro (Vif-Argent), tentaient de se réconcilier, devenant même le "Gann Josin" de Circé, établissant un lien psychique puissant qui devait aider Circé à garder le contrôle sur elle-même. Pourtant, après que la relation entre Crystal et Pietro ait apparemment atteint le point de non-retour, il a avoué ses sentiments pour Crystal et les deux se sont embrassés. Les Vengeurs affrontent au même moment un double de Dane Whitman issu d'un univers parallèle, Proctor, voué à tuer toutes les Circé. Circé tue finalement Proctor avec sa propre épée, et choisit de s'exiler. Whitman la suit. Pendant cet épisode, il retourne au XIIe siècle et se lie d'amitié avec le chevalier Du Bennet, puis affronte le monstre Apocalypse.

### Héros à louer
Quand il revient enfin au temps présent, séparé de Circé, Onslaught vient juste de frapper la Terre, « tuant » apparemment tous les grands héros du monde. Whitman apprend que la Dame du lac l'a choisi comme champion, et celle-ci lui remet un cheval ailé (Strider), une armure, le Bouclier de la Nuit et l’Épée de Lumière.
Dane Whitman rejoint pendant un temps les Héros à Louer, sur demande de Danny Rand (Iron Fist), puis retrouve les Vengeurs à leur retour de l'Autre Terre. Il participe à la guerre globale lancée par Kang.

### New Excalibur
Whitman fait son retour dans la série New Excalibur, au milieu des années 2000.
Après avoir ouvert un musée de la chevalerie en Angleterre, il apprend que Sir Percy n’est pas le premier Chevalier noir, mais que huit hommes avaient auparavant tenus l’Épée d'ébène. L'artefact avait corrompu les chevaliers, et Percy avait été le seul à avoir conservé le contrôle.
Son appartenance à l'équipe Excalibur est de très courte durée (à peine deux aventures) car il part de son côté à la recherche de l'épée, la sienne n'étant apparemment pas l'originale.

### Agent du MI-13
Whitman rejoint ensuite l'agence secrète MI-13 (en) pendant que l'Angleterre subit l'Invasion Skrull. À cette période, il utilise une épée vampirique et maléfique ayant autrefois appartenu à Dracula.
Lors d'une grande bataille au cœur de Londres, il se lie d'amitié avec l'infirmière Faiza Hussain, et fait d'elle son assistante. Il voyage ensuite jusqu'au Wakanda pour récupérer la véritable Épée d'ébène, mais conserve l'épée vampirique.

### Folie et Euroforce
Il a lentement commencé à devenir fou à cause du pouvoir de la lame d'ébène. Après avoir rencontré un faux Savage Steel en train de cambrioler une banque, il a brutalement battu le criminel, lui crevant même un œil et le laissant dans le coma. Après l'assassinat du gardien Uatu et la révélation des secrets enfouis dans son œil, son attaque contre Savage Steel a été révélée à Rebecca Stevens, une historienne enquêtant sur la Lame d'ébène qu'il avait déjà rencontrée. Elle lui a dit que les anciens utilisateurs de la lame étaient tous tombés fous et a offert de l'aide, mais il a refusé. Plus tard, il a été recruté pour diriger la nouvelle Euroforce dans le cadre d'un « ajustement temporel » .

## Pouvoirs et capacités
À l'origine, Dane Whitman n'a pas de super-pouvoirs. C'est néanmoins un très bon combattant à l'épée et un fin stratège. Scientifique, il possède de très bonnes connaissances en physique et en mécanique.
- La principale arme du Chevalier noir reste son Épée d'ébène, un artefact très ancien et maudit. La lame serait apparemment incassable. Elle peut traverser toute matière, excepté l'adamantium et les métaux plus durs d'origine extra-terrestre, extra-dimensionnelle ou mystique. En cas de séparation avec l'épée, un lien mental permet au porteur désigné de retrouver la lame, même si cela doit prendre plusieurs années, car il est attiré par elle. Maudite, la lame force son porteur à laisser faire son penchant maléfique ou cruel.
- Il a aussi utilisé une épée photonique dont la lame laser troublait le système nerveux, paralysant ses adversaires. Cette épée peut aussi être utilisée comme un bouclier de force, après inversion de la polarité.
- Sur le plan mental, sa relation avec le Royaume de Pendragon et l'utilisation d'artefacts lui a donné un faible pouvoir lui permettant de détecter les illusions d'origine mystique.

Très à l'aise en équitation, le Chevalier noir a eu trois montures ailées différentes : Aragorn, un cheval ailé blanc doté d'ailes en plumes, qu'il confia à la Valkyrie, puis Valinor, un cheval noir avec des ailes membraneuses, acheté au XIIe siècle aux rois-sorciers d'Avalon. Sa troisième monture est Strider, cheval mystique d'Avalon pouvant dépasser la vitesse du son.

## Version alternative
Dans Marvel Zombies: Dead Days, une version zombifiée du Chevalier Noir combat Thor au cours d'une bataille entre vivants et morts-vivants.

## Apparitions dans d'autres médias

### Cinéma
- 2021 : Les Éternels (2021) de Chloé Zhao, interprété par Kit Harington dans l'univers cinématographique Marvel.

### Télévision
- 1966 : The Marvel Super Heroes (série d'animation)
- 1981 : Spider-Man et ses amis extraordinaires (série d'animation)

### Jeux vidéo
- Avengers in Galactic Storm (en) (1995)
- Marvel Avengers Alliance (en) (2012)
- Lego Marvel's Avengers (2016, dans le DLC « Masters of Evil »)[9]